# Труа

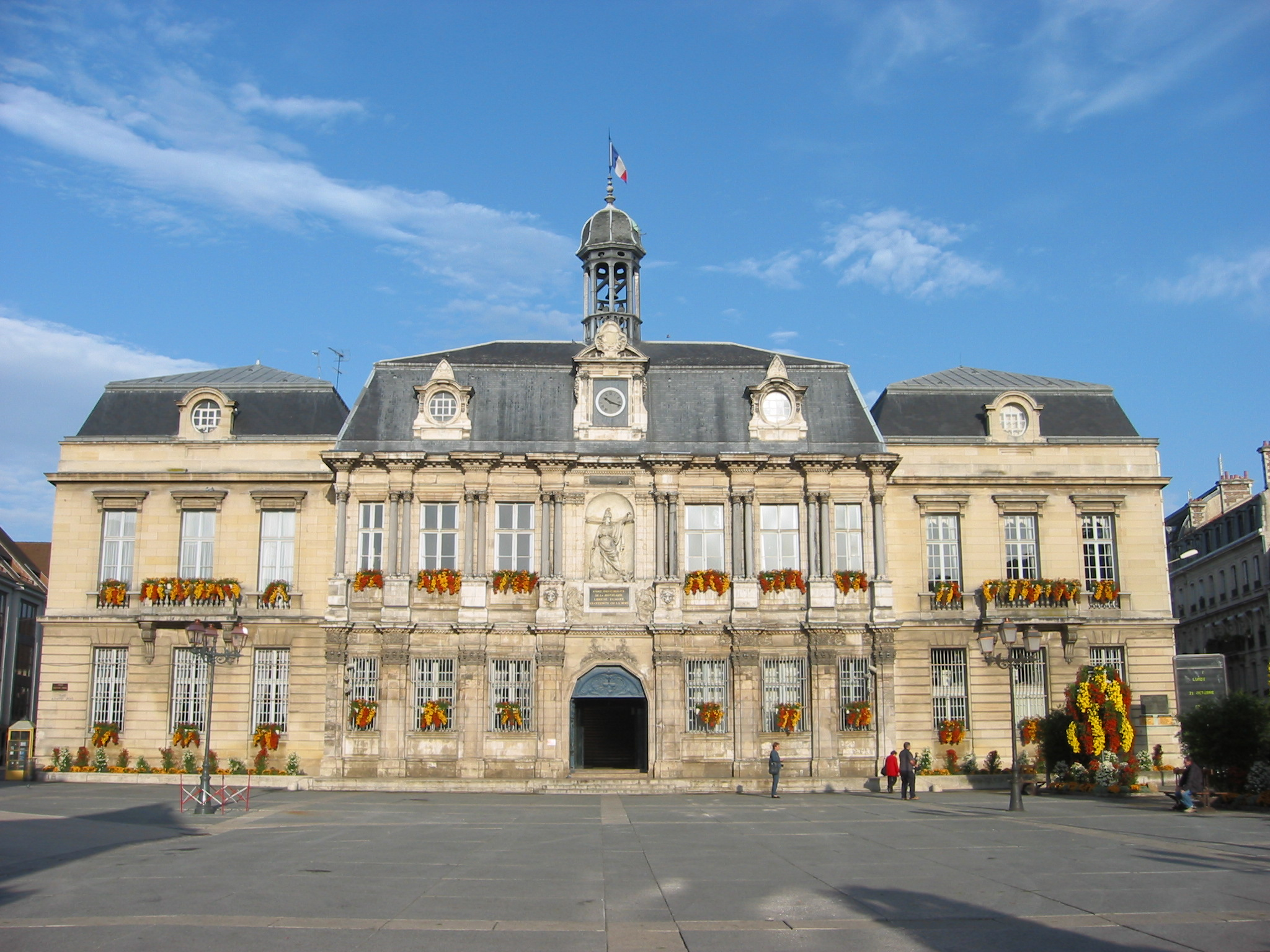

Труа́ (фр. Troyes фр. вимова: [tʁwa] ( прослухати)) — місто та муніципалітет у Франції, у регіоні Гранд-Ест, адміністративний центр департаменту Об. Населення — 62 782 особи (01.01.2021).
Муніципалітет розташований на відстані близько 145 км на південний схід від Парижа, 80 км на південь від Шалон-ан-Шампань.

## Історія
Як і багато інших французьких міст, назва Труа є похідною від кельтського племені - в даному випадку трикасів (фр.). У I столітті до н. е. завойоване Юлієм Цезарем. Біля міста Труа в 451 році відбулася битва, в якій війська Західної Римської імперії під керівництвом полководця Аеція в союзі з армією Тулузького королівства вестготів зупинили навалу коаліції варварських племен гунів і германців під проводом Аттіли на Галлію. Згідно з легендою 150 000 людей загинули у битві. Після поразки Аттіла вирушив у Італію. У 889 році місто розорено норманами.
У Середньовіччі Труа стає резиденцією феодальних графів, які правили всією Шампанню. Місто стало ошатним завдяки численним церквам і богадільням, а велелюдні ярмарки зробили його одним із найпроцвітаючіших центрів середньовічної Європи. Це місто дало назву трійській системі ваг.
В абатстві святого Лупа діяв великий скрипторій. 1129 року в Труа засідав церковний собор, який ухвалив статут ордена тамплієрів. 1420 року в Труа укладено англо-французький договір, який ледь не закінчив Столітню війну. 1429 року в Труа вшановували його визволительку - Жанну д'Арк.
У XVI столітті, особливо після страшної пожежі 1524 року, Труа втрачає колишнє торговельне значення. Основою господарства стає панчішне виробництво. Під час релігійних воєн місцеві гугеноти не раз зазнавали репресій. Після скасування Нантського едикту 1685 року заповзятливі кальвіністи покинули Шампань, що сильно загальмувало його промисловий розвиток.

## Демографія
Динаміка населення (INSEE і Cassini ):
Розподіл населення за віком та статтю (2006):
| Стать | Всього | До 15 років | 15-24 | 25-44 | 45-64 | 65-85 | Понад 85 |
| --- | ------ | ----------- | ----- | ----- | ----- | ----- | -------- |
| Чоловіки | 28 606 | 5120        | 5036  | 8509  | 6594  | 2991  | 356      |
| Жінки | 32 735 | 4905        | 5152  | 8711  | 7219  | 5518  | 1230     |
| \| Статево-вікова піраміда \| Статево-вікова піраміда \| Статево-вікова піраміда \| \| ----------------------- \| ----------------------- \| ----------------------- \| \| Чоловіки \| Вік \| Жінки \| \| 356 \| 85 + \| 1230 \| \| 539 \| 80-84 \| 1275 \| \| 773 \| 75-79 \| 1540 \| \| 804 \| 70-74 \| 1402 \| \| 875 \| 65-69 \| 1301 \| \| 1175 \| 60-64 \| 1319 \| \| 1705 \| 55-59 \| 1832 \| \| 1780 \| 50-54 \| 2093 \| \| 1934 \| 45-49 \| 1975 \| \| 1772 \| 40-44 \| 2065 \| \| 1913 \| 35-39 \| 1892 \| \| 2329 \| 30-34 \| 2226 \| \| 2495 \| 25-29 \| 2528 \| \| 2860 \| 20-24 \| 2882 \| \| 2176 \| 15-20 \| 2270 \| \| 1706 \| 10-14 \| 1550 \| \| 1604 \| 5-9 \| 1563 \| \| 1810 \| 0-4 \| 1792 \| |        |             |       |       |       |       |          |
| Статево-вікова піраміда |        |             |       |       |       |       |          |
| Чоловіки | Вік    | Жінки       |       |       |       |       |          |
| 356 | 85 +   | 1230        |       |       |       |       |          |
| 539 | 80-84  | 1275        |       |       |       |       |          |
| 773 | 75-79  | 1540        |       |       |       |       |          |
| 804 | 70-74  | 1402        |       |       |       |       |          |
| 875 | 65-69  | 1301        |       |       |       |       |          |
| 1175 | 60-64  | 1319        |       |       |       |       |          |
| 1705 | 55-59  | 1832        |       |       |       |       |          |
| 1780 | 50-54  | 2093        |       |       |       |       |          |
| 1934 | 45-49  | 1975        |       |       |       |       |          |
| 1772 | 40-44  | 2065        |       |       |       |       |          |
| 1913 | 35-39  | 1892        |       |       |       |       |          |
| 2329 | 30-34  | 2226        |       |       |       |       |          |
| 2495 | 25-29  | 2528        |       |       |       |       |          |
| 2860 | 20-24  | 2882        |       |       |       |       |          |
| 2176 | 15-20  | 2270        |       |       |       |       |          |
| 1706 | 10-14  | 1550        |       |       |       |       |          |
| 1604 | 5-9    | 1563        |       |       |       |       |          |
| 1810 | 0-4    | 1792        |       |       |       |       |          |

## Економіка
2010 року серед 39 814 осіб працездатного віку (15—64 років) 27 338 були активними, 12 476 — неактивними (показник активності 68,7%, у 1999 році було 69,6%). З 27 338 активних мешканців працювало 22 039 осіб (11 211 чоловіків та 10 828 жінок), безробітними було 5299 (2668 чоловіків та 2631 жінка). Серед 12 476 неактивних 4901 особа була учнем чи студентом, 3011 — пенсіонерами, 4564 були неактивними з інших причин.

У 2010 році в муніципалітеті налічувалось 27859 оподаткованих домогосподарств, у яких проживали 54700,0 особи, медіана доходів виносила 15 239 євро на одного особоспоживача.

## Культура
- Музей образотворчих мистецтв (Труа)
- Музей сучасного мистецтва (Труа)

## Уродженці
- Робер Молемський (1028—1111) — католицький святий, засновник ордену цистерціанців
- Тьєррі Лорі (*1964) — французький футболіст, захисник, півзахисник, згодом — футбольний тренер
- Дам'єн Перкі (*1984) — відомий польський футболіст, захисник.

## Українська громада
Після Другої світової війни у місті проживало близько 80 українців, існувало товариство «Просвіта», діяла українська школа з 31 учнем.